# Pomaderris multiflora
Pomaderris multiflora är en brakvedsväxtart som beskrevs av Franz e Wilhelm Sieber och Dc.. Pomaderris multiflora ingår i släktet Pomaderris och familjen brakvedsväxter. Inga underarter finns listade i Catalogue of Life.